# El cor de l'àngel
El cor de l'àngel no és una pel·lícula exactament de terror. És difícil etiquetar-la, ja que conté diversos gèneres, però podria dir-se que és una pel·lícula de suspens i misteri amb tocs sobrenaturals i de cinema negre policíac, dins d'una atmosfera densa i fosca.
Fou escrita i dirigida per Alan Parker el 1987, i protagonitzada per (entre d'altres) Mickey Rourke, Robert de Niro i Lisa Bonet. El guió es basa en una novel·la de William Hjortsberg titulada Falling angel.
En aquesta pel·lícula ens trobem amb els tres protagonistes principals, Mickey Rourke, Robert de Niro i Lisa Bonet, en diferents nivells en llur carrera cinematogràfica. Rourke en el més alt de la seva carrera, un any després de fer Nou setmanes i mitja, essent considerat un "sex symbol" mundial; De Niro totalment consagrat després de donar al setè art interpretacions magistrals i inoblidables; i Lisa Bonet, coneguda per la seva participació a The Cosby Show, i on sorrpèn a tothom en aquesta pel·lícula amb la seva actuació sent guanyadora el 1988 del premi a la millor actriu jove. Posteriorment aquest premi no s'ha vist refrenat en la seva carrera. Ha estat doblada al català.

## Argument
La història és ambientada a la Nova York del 1955. Rourke interpreta Harry Angel, un investigador privat una mica ortodox. Louis Cyphre (De Niro) el contracta per a localitzar Johnny Favourite, un famós cantant ferit en la Segona Guerra Mundial i hospitalitzat amb dany cerebral. Cyphre vol que Favourite li pagui un deute que va contraure amb ell anys enrere.
Però hi ha més que el que inicialment apareix en el cas: Angel descobreix a l'hospital que han falsificat els papers sobre Favouritek, i que una nit dues persones se'l van emportar en un cotxe.
Les diverses pistes porten Angel a viatjar a Nova Orleans, on es veu envoltat en un món de vudú i satanisme. Allà coneixerà Epiphany Proudfoot (Lisa Bonet), per la que se sentirà atret, que és filla d'una practicant-sacerdotessa de vudú que amava Favourite.
Però res és el que sembla: totes les persones que tenien alguna relació amb el cas van apareixent mortes una rere l'altra.
Com més es va apropant a descobrir la veritat una sensació, mescla de por i malestar, va engolint Harry Angel, desembocant en un inesperat final on totes les incògnites es veuran resoltes.
Pel record dues escenes: Robert De Niro i l'ou, amb aquelles ungles llarguíssimes traient-li la closca, i on li diu a Angel que en algunes cultures l'ou simbolitza l'ànima; i l'escena de sexe entre Mickey Rourke i Lisa Bonet, on comença a emanar sang de les parets, del sostre, de tota l'habitació.
Intercalada entre els crèdits finals, ens trobem amb una última escena, on veiem Harry dins d'un vell ascensor (del que aniran apareixent flashes durant tota la pel·lícula) contínuament descendint.

## Repartiment
- Mickey Rourke: Harry Angel
- Robert De Niro: Louis Cyphre
- Lisa Bonet: Epiphany Proudfoot
- Charlotte Rampling: Margaret Krusemark
- Stocker Fontelieu: Ethan Krusemark
- Brownie McGhee: Toots Sweet
- Michael Higgins : Dr. Albert Fowler
- Elizabeth Whitcraft: Connie
- Charles Gordone: Spider Simpson
- Dann Florek: Herman Winesap
- Kathleen Wilhoite: infermera
- Pruitt Taylor Vince: Detectiu Deimos